# Woody Brown (aktor)
Woodward Allen Brown, lepiej znany jako Woody Brown (ur. 26 lutego 1956 w Dayton w stanie Ohio) – amerykański aktor telewizyjny i filmowy, scenarzysta i producent filmowy.

## Filmografia

### Filmy fabularne
- 1986: Killer Party jako Albert Harrison
- 1988: Sajgon (Off Limits) jako pilot
- 1988: Oskarżeni (The Accused) jako Danny
- 1988: Słowiki (Nightingales, TV) jako David
- 1990: Deszczowy zabójca (The Rain Killer) jako Rosewall
- 1991: Aligator II – Mutacja (Alligator II: The Mutation) jako Rich Harmon
- 1994: Zwierzęcy instynkt 2 (Animal Instincts II) jako Steve
- 1994: Potajemne igraszki III (Secret Games 3) jako Terrell
- 1995: Dominion jako Cully

### Seriale TV
- 1979-80: Love of Life jako Wesley Osborne III
- 1981: Battle of the Network Stars X
- 1981: Szpital miejski (General Hospital) jako Jimmy Montgomery
- 1980-82: Flamingo Road jako Skipper Weldon
- 1982: Statek miłości (The Love Boat) jako Triq Norquist
- 1983-87: Fakty życia (The Facts of Life) jako Cliff Winfield
- 1984: Nieustraszony (Knight Rider) jako Ron Prescott
- 1986: Dynastia (Dynasty) jako Fred
- 1989: Słowiki (Nightingales) jako David
- 1990: Gliniarz i prokurator (Jake and the Fatman) jako Bradley Wilkerson
- 1995: Love Street jako Jessie
- 1996: Żar młodości (The Young and The Restless) jako Jake Lopez
- 1997: JAG – Wojskowe Biuro Śledcze (JAG)
- 1997: Jedwabne pończoszki (Silk Stalkings) jako kapitan Jacob Hicks
- 2002: Roswell jako major Carlson